# Coupe de France de rugby à XIII 1968-1969
Navigation
Édition précédente Édition suivante
La Coupe de France de rugby à XIII 1968-1969 est la 31e édition de la Coupe de France, compétition à élimination directe mettant aux prises des clubs de rugby à XIII amateurs et professionnels affiliés à la Fédération française de jeu à XIII (aujourd'hui Fédération française de rugby à XIII).

## Liste des équipes en compétition en huitièmes de finale
| \| US Villeneuve XIII Catalan FC Lézignan AS Carcassonne Toulouse olympique XIII XIII Limouxin RC Marseille AS Saint-Estève RC Saint-Gaudens RC Albigeois Villefranche XIII Montpellier XIII RC Carpentras SO Avignon SU Cavaillon Bordeaux-Facture XIII \| Clubs prenant part à la Coupe de France de rugby à XIII 1969. |
| US Villeneuve XIII Catalan FC Lézignan AS Carcassonne Toulouse olympique XIII XIII Limouxin RC Marseille AS Saint-Estève RC Saint-Gaudens RC Albigeois Villefranche XIII Montpellier XIII RC Carpentras SO Avignon SU Cavaillon Bordeaux-Facture XIII                                                                     |

## Phase finale
|  | Huitièmes de finale | Huitièmes de finale | Huitièmes de finale            | Huitièmes de finale |                    |                    | Quarts de finale               | Quarts de finale               | Quarts de finale               | Quarts de finale               |  |  | Demi-finales                 | Demi-finales                 | Demi-finales                 | Demi-finales                 |  |  | Finale                     | Finale                     | Finale                     | Finale                     |
|  |                     |                     |                                |                     |                    |                    |                                |                                |                                |                                |  |  |                              |                              |                              |                              |  |  |                            |                            |                            |                            |
|  |                     |                     |                                |                     |                    |                    | Les 30 mars 1969-13 avril 1969 | Les 30 mars 1969-13 avril 1969 | Les 30 mars 1969-13 avril 1969 | Les 30 mars 1969-13 avril 1969 |  |  | Le 27 avril 1969 à Cavaillon | Le 27 avril 1969 à Cavaillon | Le 27 avril 1969 à Cavaillon | Le 27 avril 1969 à Cavaillon |  |  | Le 11 mai 1969 à Perpignan | Le 11 mai 1969 à Perpignan | Le 11 mai 1969 à Perpignan | Le 11 mai 1969 à Perpignan |
|  | XIII Catalan        | XIII Catalan        | 19                             | 0                   |                    |                    | Les 30 mars 1969-13 avril 1969 | Les 30 mars 1969-13 avril 1969 | Les 30 mars 1969-13 avril 1969 | Les 30 mars 1969-13 avril 1969 |  |  | Le 27 avril 1969 à Cavaillon | Le 27 avril 1969 à Cavaillon | Le 27 avril 1969 à Cavaillon | Le 27 avril 1969 à Cavaillon |  |  | Le 11 mai 1969 à Perpignan | Le 11 mai 1969 à Perpignan | Le 11 mai 1969 à Perpignan | Le 11 mai 1969 à Perpignan |
|  | XIII Catalan        | XIII Catalan        | 19                             | 0                   |                    |                    | Les 30 mars 1969-13 avril 1969 | Les 30 mars 1969-13 avril 1969 | Les 30 mars 1969-13 avril 1969 | Les 30 mars 1969-13 avril 1969 |  |  | Le 27 avril 1969 à Cavaillon | Le 27 avril 1969 à Cavaillon | Le 27 avril 1969 à Cavaillon | Le 27 avril 1969 à Cavaillon |  |  | Le 11 mai 1969 à Perpignan | Le 11 mai 1969 à Perpignan | Le 11 mai 1969 à Perpignan | Le 11 mai 1969 à Perpignan |
|  | Saint-Gaudens       | Saint-Gaudens       | 7                              | 2                   |                    |                    | Les 30 mars 1969-13 avril 1969 | Les 30 mars 1969-13 avril 1969 | Les 30 mars 1969-13 avril 1969 | Les 30 mars 1969-13 avril 1969 |  |  | Le 27 avril 1969 à Cavaillon | Le 27 avril 1969 à Cavaillon | Le 27 avril 1969 à Cavaillon | Le 27 avril 1969 à Cavaillon |  |  | Le 11 mai 1969 à Perpignan | Le 11 mai 1969 à Perpignan | Le 11 mai 1969 à Perpignan | Le 11 mai 1969 à Perpignan |
|  | Saint-Gaudens       | Saint-Gaudens       | 7                              | 2                   | XIII Catalan       | XIII Catalan       | 12                             | 11                             |                                |                                |  |  | Le 27 avril 1969 à Cavaillon | Le 27 avril 1969 à Cavaillon | Le 27 avril 1969 à Cavaillon | Le 27 avril 1969 à Cavaillon |  |  | Le 11 mai 1969 à Perpignan | Le 11 mai 1969 à Perpignan | Le 11 mai 1969 à Perpignan | Le 11 mai 1969 à Perpignan |
|  |                     |                     |                                |                     | XIII Catalan       | XIII Catalan       | 12                             | 11                             |                                |                                |  |  | Le 27 avril 1969 à Cavaillon | Le 27 avril 1969 à Cavaillon | Le 27 avril 1969 à Cavaillon | Le 27 avril 1969 à Cavaillon |  |  | Le 11 mai 1969 à Perpignan | Le 11 mai 1969 à Perpignan | Le 11 mai 1969 à Perpignan | Le 11 mai 1969 à Perpignan |
|  |                     |                     | Toulouse                       | Toulouse            | 15                 | 0                  |                                |                                |                                |                                |  |  | Le 27 avril 1969 à Cavaillon | Le 27 avril 1969 à Cavaillon | Le 27 avril 1969 à Cavaillon | Le 27 avril 1969 à Cavaillon |  |  | Le 11 mai 1969 à Perpignan | Le 11 mai 1969 à Perpignan | Le 11 mai 1969 à Perpignan | Le 11 mai 1969 à Perpignan |
|  | Toulouse            | Toulouse            | Toulouse                       | Toulouse            | 15                 | 0                  | 18                             | 6                              |                                |                                |  |  | Le 27 avril 1969 à Cavaillon | Le 27 avril 1969 à Cavaillon | Le 27 avril 1969 à Cavaillon | Le 27 avril 1969 à Cavaillon |  |  | Le 11 mai 1969 à Perpignan | Le 11 mai 1969 à Perpignan | Le 11 mai 1969 à Perpignan | Le 11 mai 1969 à Perpignan |
|  | Toulouse            | Toulouse            | Les 30 mars 1969-13 avril 1969 |                     |                    |                    | 18                             | 6                              |                                |                                |  |  | Le 27 avril 1969 à Cavaillon | Le 27 avril 1969 à Cavaillon | Le 27 avril 1969 à Cavaillon | Le 27 avril 1969 à Cavaillon |  |  | Le 11 mai 1969 à Perpignan | Le 11 mai 1969 à Perpignan | Le 11 mai 1969 à Perpignan | Le 11 mai 1969 à Perpignan |
|  | Albi                | Albi                | 8                              | 12                  |                    |                    |                                |                                |                                |                                |  |  | Le 27 avril 1969 à Cavaillon | Le 27 avril 1969 à Cavaillon | Le 27 avril 1969 à Cavaillon | Le 27 avril 1969 à Cavaillon |  |  | Le 11 mai 1969 à Perpignan | Le 11 mai 1969 à Perpignan | Le 11 mai 1969 à Perpignan | Le 11 mai 1969 à Perpignan |
|  | Albi                | Albi                | 8                              | 12                  | XIII Catalan       | XIII Catalan       | 26                             | 26                             |                                |                                |  |  |                              |                              |                              |                              |  |  | Le 11 mai 1969 à Perpignan | Le 11 mai 1969 à Perpignan | Le 11 mai 1969 à Perpignan | Le 11 mai 1969 à Perpignan |
|  |                     |                     |                                |                     | XIII Catalan       | XIII Catalan       | 26                             | 26                             |                                |                                |  |  |                              |                              |                              |                              |  |  | Le 11 mai 1969 à Perpignan | Le 11 mai 1969 à Perpignan | Le 11 mai 1969 à Perpignan | Le 11 mai 1969 à Perpignan |
|  |                     |                     | Lézignan                       | Lézignan            | 7                  | 7                  |                                |                                |                                |                                |  |  |                              |                              |                              |                              |  |  | Le 11 mai 1969 à Perpignan | Le 11 mai 1969 à Perpignan | Le 11 mai 1969 à Perpignan | Le 11 mai 1969 à Perpignan |
|  | Lézignan            | Lézignan            | Lézignan                       | Lézignan            | 7                  | 7                  | 28                             | -                              |                                |                                |  |  |                              |                              |                              |                              |  |  | Le 11 mai 1969 à Perpignan | Le 11 mai 1969 à Perpignan | Le 11 mai 1969 à Perpignan | Le 11 mai 1969 à Perpignan |
|  | Lézignan            | Lézignan            | Le 27 avril 1969 à Albi        |                     |                    |                    | 28                             | -                              |                                |                                |  |  |                              |                              |                              |                              |  |  | Le 11 mai 1969 à Perpignan | Le 11 mai 1969 à Perpignan | Le 11 mai 1969 à Perpignan | Le 11 mai 1969 à Perpignan |
|  | Montpellier         | Montpellier         | 3                              | -                   |                    |                    |                                |                                |                                |                                |  |  |                              |                              |                              |                              |  |  | Le 11 mai 1969 à Perpignan | Le 11 mai 1969 à Perpignan | Le 11 mai 1969 à Perpignan | Le 11 mai 1969 à Perpignan |
|  | Montpellier         | Montpellier         | 3                              | -                   | Lézignan           | Lézignan           | 9                              | 16                             |                                |                                |  |  |                              |                              |                              |                              |  |  | Le 11 mai 1969 à Perpignan | Le 11 mai 1969 à Perpignan | Le 11 mai 1969 à Perpignan | Le 11 mai 1969 à Perpignan |
|  |                     |                     |                                |                     | Lézignan           | Lézignan           | 9                              | 16                             |                                |                                |  |  |                              |                              |                              |                              |  |  | Le 11 mai 1969 à Perpignan | Le 11 mai 1969 à Perpignan | Le 11 mai 1969 à Perpignan | Le 11 mai 1969 à Perpignan |
|  |                     |                     | Limoux                         | Limoux              | 2                  | 14                 |                                |                                |                                |                                |  |  |                              |                              |                              |                              |  |  | Le 11 mai 1969 à Perpignan | Le 11 mai 1969 à Perpignan | Le 11 mai 1969 à Perpignan | Le 11 mai 1969 à Perpignan |
|  | Limoux              | Limoux              | Limoux                         | Limoux              | 2                  | 14                 | 6                              | 27                             |                                |                                |  |  |                              |                              |                              |                              |  |  | Le 11 mai 1969 à Perpignan | Le 11 mai 1969 à Perpignan | Le 11 mai 1969 à Perpignan | Le 11 mai 1969 à Perpignan |
|  | Limoux              | Limoux              | Les 30 mars 1969-13 avril 1969 |                     |                    |                    | 6                              | 27                             |                                |                                |  |  |                              |                              |                              |                              |  |  | Le 11 mai 1969 à Perpignan | Le 11 mai 1969 à Perpignan | Le 11 mai 1969 à Perpignan | Le 11 mai 1969 à Perpignan |
|  | Villefranche        | Villefranche        | 2                              | 13                  |                    |                    |                                |                                |                                |                                |  |  |                              |                              |                              |                              |  |  | Le 11 mai 1969 à Perpignan | Le 11 mai 1969 à Perpignan | Le 11 mai 1969 à Perpignan | Le 11 mai 1969 à Perpignan |
|  | Villefranche        | Villefranche        | 2                              | 13                  | XIII Catalan       | XIII Catalan       | 15                             | 15                             |                                |                                |  |  |                              |                              |                              |                              |  |  |                            |                            |                            |                            |
|  |                     |                     |                                |                     | XIII Catalan       | XIII Catalan       | 15                             | 15                             |                                |                                |  |  |                              |                              |                              |                              |  |  |                            |                            |                            |                            |
|  |                     |                     | Villeneuve-sur-Lot             | Villeneuve-sur-Lot  | 8                  | 8                  |                                |                                |                                |                                |  |  |                              |                              |                              |                              |  |  |                            |                            |                            |                            |
|  | Carcassonne         | Carcassonne         | Villeneuve-sur-Lot             | Villeneuve-sur-Lot  | 8                  | 8                  | 12                             | 7                              |                                |                                |  |  |                              |                              |                              |                              |  |  |                            |                            |                            |                            |
|  | Carcassonne         | Carcassonne         |                                |                     |                    |                    |                                | 7                              |                                |                                |  |  |                              |                              |                              |                              |  |  |                            |                            |                            |                            |
|  | Avignon             | Avignon             | 2                              | 11                  |                    |                    |                                |                                |                                |                                |  |  |                              |                              |                              |                              |  |  |                            |                            |                            |                            |
|  | Avignon             | Avignon             | 2                              | 11                  | Carcassonne        | Carcassonne        | 13                             | 8                              |                                |                                |  |  |                              |                              |                              |                              |  |  |                            |                            |                            |                            |
|  |                     |                     |                                |                     | Carcassonne        | Carcassonne        | 13                             | 8                              |                                |                                |  |  |                              |                              |                              |                              |  |  |                            |                            |                            |                            |
|  |                     |                     | Marseille                      | Marseille           | 0                  | 7                  |                                |                                |                                |                                |  |  |                              |                              |                              |                              |  |  |                            |                            |                            |                            |
|  | Marseille           | Marseille           | Marseille                      | Marseille           | 0                  | 7                  | 11                             | 18                             |                                |                                |  |  |                              |                              |                              |                              |  |  |                            |                            |                            |                            |
|  | Marseille           | Marseille           | Les 30 mars 1969-13 avril 1969 |                     |                    |                    | 11                             | 18                             |                                |                                |  |  |                              |                              |                              |                              |  |  |                            |                            |                            |                            |
|  | Carpentras          | Carpentras          | 2                              | 2                   |                    |                    |                                |                                |                                |                                |  |  |                              |                              |                              |                              |  |  |                            |                            |                            |                            |
|  | Carpentras          | Carpentras          | 2                              | 2                   | Villeneuve-sur-Lot | Villeneuve-sur-Lot | 3                              | 3                              |                                |                                |  |  |                              |                              |                              |                              |  |  |                            |                            |                            |                            |
|  |                     |                     |                                |                     | Villeneuve-sur-Lot | Villeneuve-sur-Lot | 3                              | 3                              |                                |                                |  |  |                              |                              |                              |                              |  |  |                            |                            |                            |                            |
|  |                     |                     | Carcassonne                    | Carcassonne         | 2                  | 2                  |                                |                                |                                |                                |  |  |                              |                              |                              |                              |  |  |                            |                            |                            |                            |
|  | Villeneuve-sur-Lot  | Villeneuve-sur-Lot  | Carcassonne                    | Carcassonne         | 2                  | 2                  | 5                              | 14                             |                                |                                |  |  |                              |                              |                              |                              |  |  |                            |                            |                            |                            |
|  | Villeneuve-sur-Lot  | Villeneuve-sur-Lot  |                                |                     |                    |                    |                                | 14                             |                                |                                |  |  |                              |                              |                              |                              |  |  |                            |                            |                            |                            |
|  | Bordeaux-Facture    | Bordeaux-Facture    | 11                             | 0                   |                    |                    |                                |                                |                                |                                |  |  |                              |                              |                              |                              |  |  |                            |                            |                            |                            |
|  | Bordeaux-Facture    | Bordeaux-Facture    | 11                             | 0                   | Villeneuve-sur-Lot | Villeneuve-sur-Lot | 17                             | 10                             |                                |                                |  |  |                              |                              |                              |                              |  |  |                            |                            |                            |                            |
|  |                     |                     |                                |                     | Villeneuve-sur-Lot | Villeneuve-sur-Lot | 17                             | 10                             |                                |                                |  |  |                              |                              |                              |                              |  |  |                            |                            |                            |                            |
|  |                     |                     | Saint-Estève                   | Saint-Estève        | 7                  | 8                  |                                |                                |                                |                                |  |  |                              |                              |                              |                              |  |  |                            |                            |                            |                            |
|  | Saint-Estève        | Saint-Estève        | Saint-Estève                   | Saint-Estève        | 7                  | 8                  | 7                              | 17                             |                                |                                |  |  |                              |                              |                              |                              |  |  |                            |                            |                            |                            |
|  | Saint-Estève        | Saint-Estève        |                                |                     |                    |                    |                                | 17                             |                                |                                |  |  |                              |                              |                              |                              |  |  |                            |                            |                            |                            |
|  | Cavaillon           | Cavaillon           | 14                             | 9                   |                    |                    |                                |                                |                                |                                |  |  |                              |                              |                              |                              |  |  |                            |                            |                            |                            |
|  | Cavaillon           | Cavaillon           | 14                             | 9                   |                    |                    |                                |                                |                                |                                |  |  |                              |                              |                              |                              |  |  |                            |                            |                            |                            |
|  |                     |                     |                                |                     |                    |                    |                                |                                |                                |                                |  |  |                              |                              |                              |                              |  |  |                            |                            |                            |                            |

## Finale - 11 mai 1969
(mt : )
Points marqués :
- XIII Catalan : 3 essais de Bruzy et Michan (2) ; 1 transformation de Capdouze ; 1 pénalité de Capdouze ; 1 drop de Capdouze.
- Villeneuve-sur-Lot : 2 essais de Magnanin (11e) et Gervaud (77e) ; 1 transformation de J-P. Clar (77e).

Évolution du score :
Arbitre : M. Marty 
Spectateurs : 9 453
Recette : 114 380 francs
Composition des équipes :
- XIII Catalan : Michel Charcos - Guy Bruzy, Michel Penaranda, Claude Mantoulan, Michan - Jean Capdouze (o), André Clerc (m) - Alain Humbert, Pierre Zamora, Michel Ollet, Francis Mas, Jacques Cabero, Pierre Hors - Entraîneur : René Peytavy
- Villeneuve-sur-Lot : Jacky Aiguillon - Daniel Pellerin, Jean-Claude Duffau, Jacques Gruppi, Jean-Pierre Magagnin - Simon Gervaud (o), Christian Clar (m) - Christian Sabatié, Gérard Crémoux, Jean-Pierre Clar, Laurarunco, Sort, Van Kwyck - Entraîneur : Ovide Nogaro